# ガンガラーマ寺院
ガンガラーマ寺院（Gangarama Temple）はスリランカの西部州コロンボにある寺院。
ベイラ湖の湖畔に建っており、コロンボ市内で最も大きな寺院である。2月(ナワン月)のポヤ・デーには盛大な式典が開催される。近くにあるシーマ・マラカヤ寺院も管理している。